# Ацухиро Миура
Ацухиро Миура (јап. 三浦 淳宏; 24. јул 1974) бивши је јапански фудбалер.

## Каријера
Током каријере је играо за Јокохама Флугелси, Јокохама Ф. Маринос, Токио Верди, Висел Кобе и Јокохама.

## Репрезентација
За репрезентацију Јапана дебитовао је 1999. године. За тај тим је одиграо 25 утакмица и постигао 1 гол.

## Статистика
| Јапан  | Јапан   | Јапан  |
| Година | Наступи | Голови |
| ------ | ------- | ------ |
| 1999.  | 5       | 1      |
| 2000.  | 8       | 0      |
| 2001.  | 3       | 0      |
| 2002.  | 0       | 0      |
| 2003.  | 1       | 0      |
| 2004.  | 6       | 0      |
| 2005.  | 2       | 0      |
| Укупно | 25      | 1      |